# 添馬

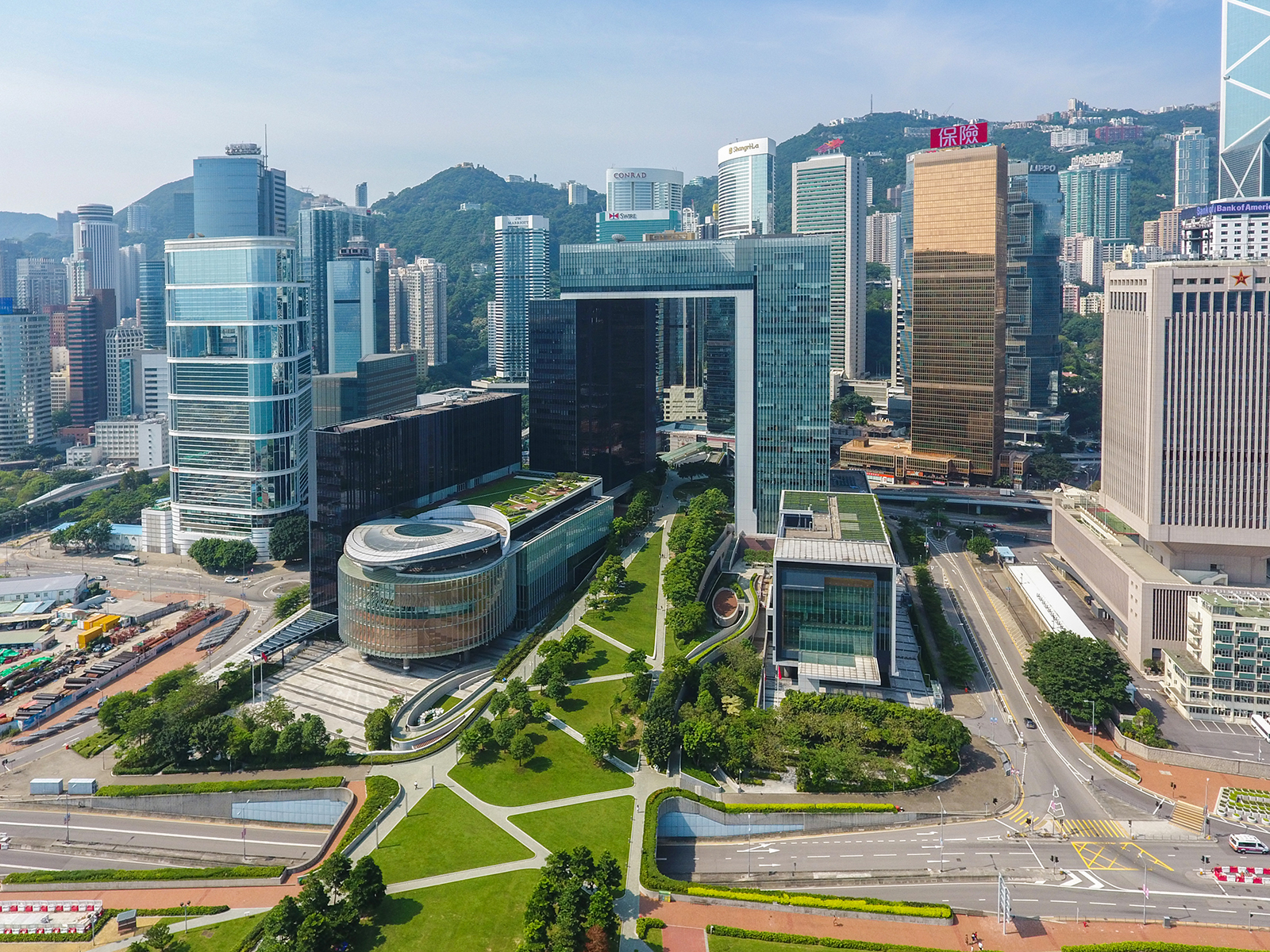
政府總部及立法會綜合大樓

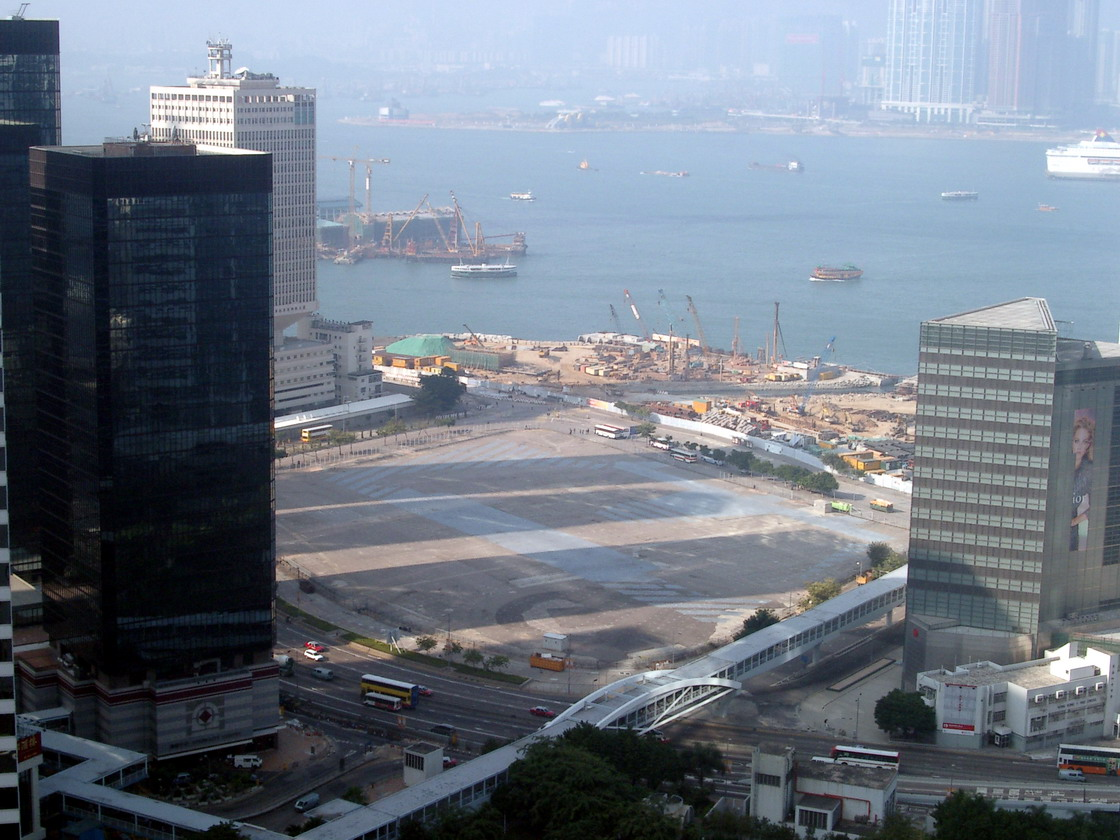
興建政府總部前的添馬

添馬（英語：Tamar）位於香港香港島中西區，金鐘北部，與金鐘一樣屬於中環。此处曾是英國海軍基地及船塢所在地，1993年海軍基地遷往昂船洲後空置。2002年提出興建新政府總部大樓計劃，於2005年重新進行招標。2007年7月，政府正式挑選承建商金門和協興建築聯營提交的「門常開」設計概念，於2011年5月完成，最後於同年8月至12月逐步啟用。現時是香港特區政府總部及立法會綜合大樓所在地。當中添馬公園以「地常綠」為設計概念，佔地約17,000平方米，佔有八成添馬艦的公共空間，一般可容納約1.7萬人。
傳統上添馬被認為是金鐘的海旁部分，而中環軍營則屬於中環區。現今的添馬區是指愛丁堡廣場至演藝道之間及其延伸到海邊的空間，南界為干諾道中和夏慤道。由於中環軍營原本就是添馬艦海軍基地的一部分，故也被認為屬於添馬區的一部分。

## 歷史

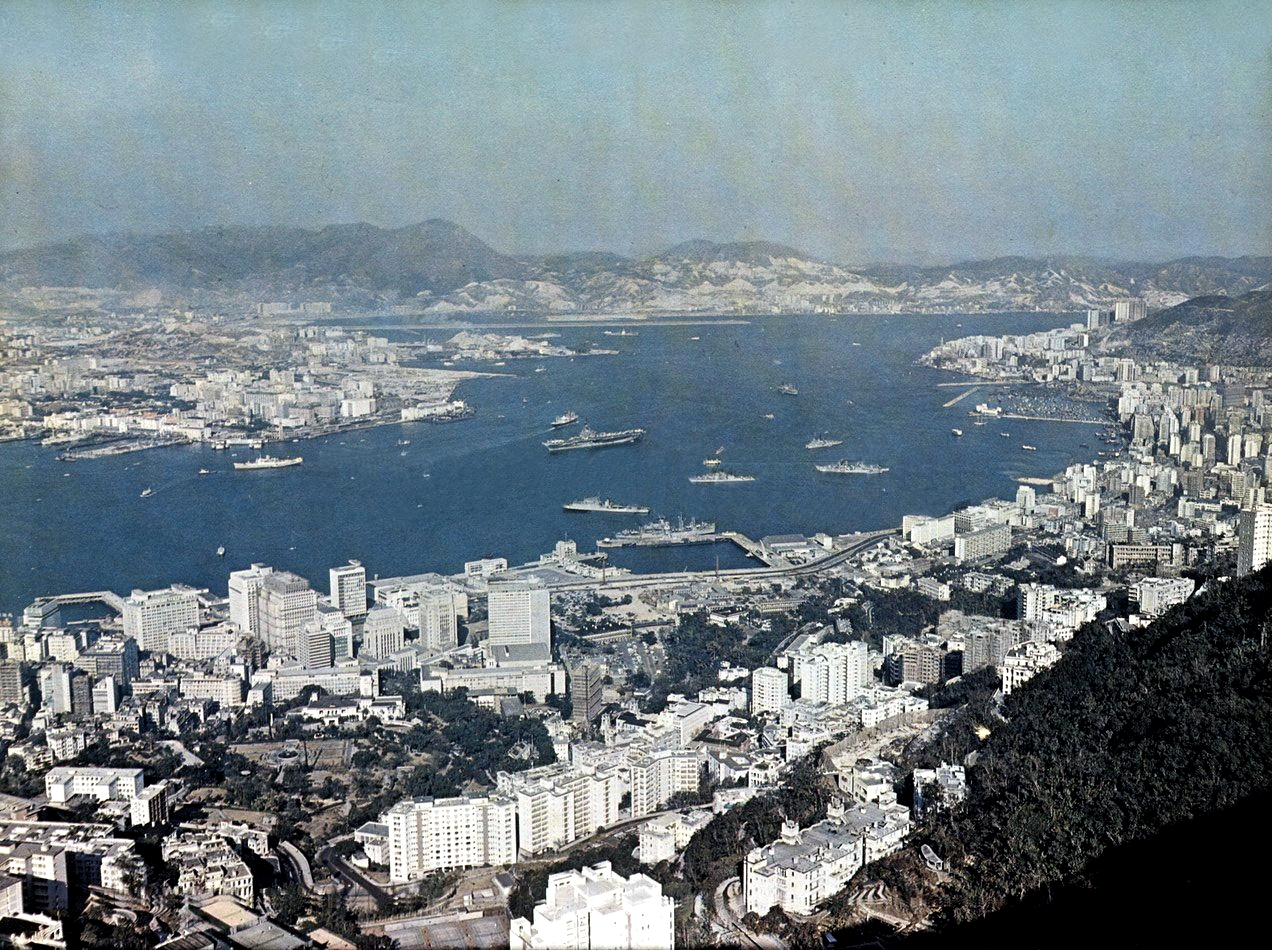
1964年的維多利亞港，圖正中停泊戰艦的地方為添馬艦海軍基地

「添馬」或「添馬艦」的地名來自英國皇家海軍的同名運兵船添馬艦，而添馬艦则因英格兰的塔馬河得名。添馬艦於1897年至1941年為駐港海軍的主力艦，停在香港的英國海軍船塢。在1941年的香港保衛戰，英國海軍將添馬艦炸沉，以免落入日軍手上。英國海軍船塢原位於金鐘，第二次世界大戰後，金鐘進行填海工程，海軍船塢遷至位於較北的地點，為紀念添馬艦這艘曾保衛香港的戰艦，政府便把海軍基地命名為添馬艦。
1993年，為配合中環商業區的發展，政府把海軍基地遷往昂船洲，駐港英軍總部則保留，原本船塢所在經填海後成為一片空地。部分土地被用作興建直昇機場及中信大廈。至1997年香港主權移交後，駐港解放軍接管駐港英軍的部隊總部。

## 重要活動

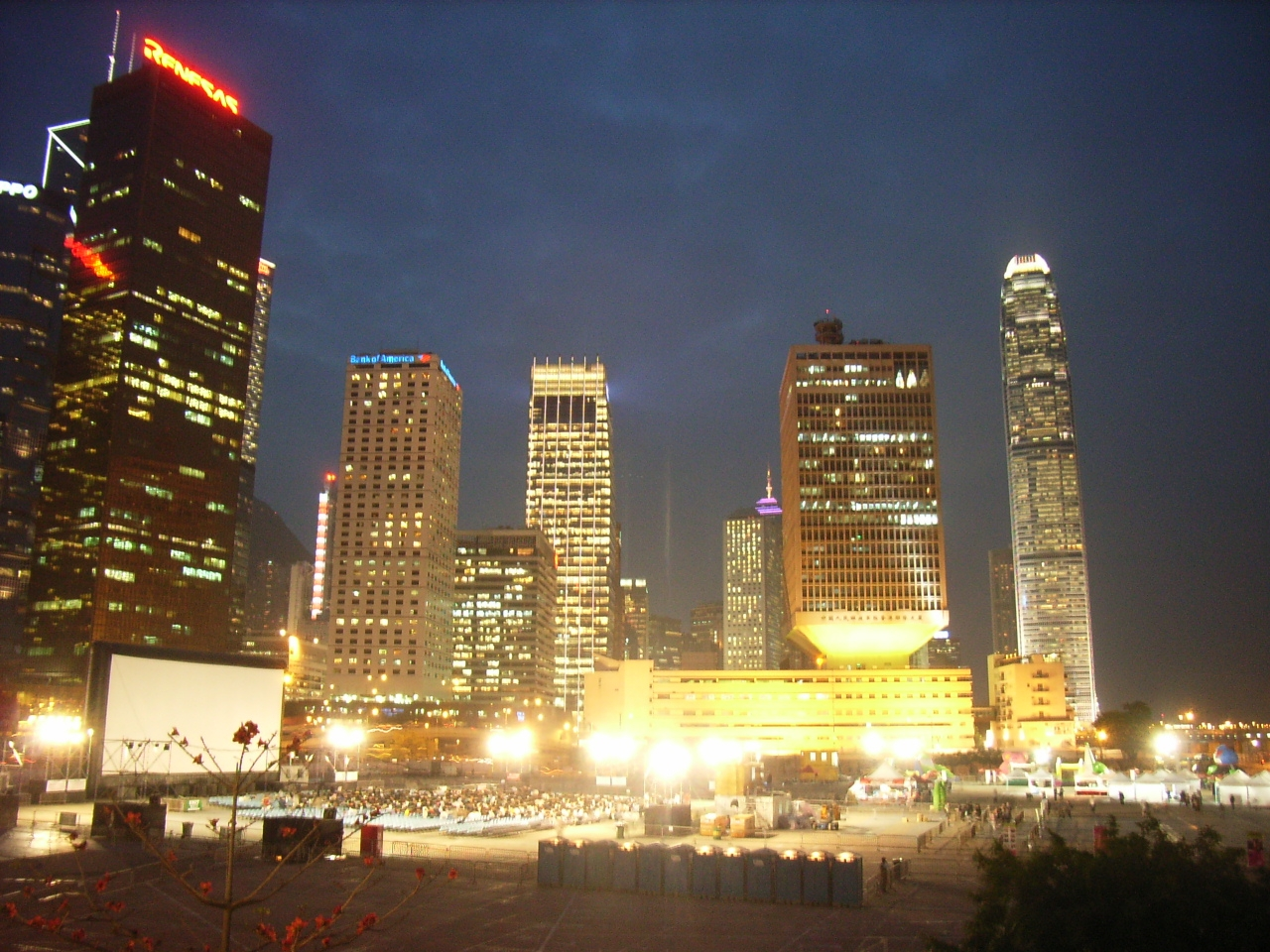
2006年4月7日傍晚在添馬艦舉行的香港國際電影節活動

添馬艦的空地曾被用作各項活動，包括演唱會、工展會、馬戲團表演、盆菜宴等。部份活動曾創下世界紀錄，並收錄於《吉尼斯世界纪录大全》。
1997年6月30日，在英國撤出香港把主權移交給中國前，英方在添馬艦露天場地舉行盛大的告別儀式，主禮嘉賓包括王儲查理斯王子、英國首相貝理雅、外相郭偉邦、前首相戴卓爾夫人及港督彭定康。儀式舉行時下起滂沱大雨，令嘉賓及表演者甚為狼狽，亦令人難忘，亦為英軍的撤走添上悲哀色彩。
1999年11月27日，約4,950人參加「萬人泡茶迎千禧」的茶會活動，消耗了14,850杯茶和15,000件中式糕餅，打破了最多人同時泡茶的世界紀錄。活動為迎接千禧年，由香港茶人聯合會主辦。
2000年9月24日，為紀念世界心臟日，讓市民關注心血管病及健康，1060名學生在添馬艦參加「千人跳繩操」，跳繩3分鐘，打破跳繩活動參加人數的世界紀錄，活動由香港心臟學研究學院及東華三院主辦。
2003年8月香港經歷沙士疫症後，政府在添馬艦空地舉辦維港巨星匯，邀請如滾石樂隊等世界著名音樂人來港表演，並以公帑補貼開支，結果入場人數未如理想，惹來社會各界批評政府濫用公帑。
2003年12月19日-2004年2月1日，首次在金鐘添馬艦舉行的香港環球嘉年華，為期45天，橫跨聖誕、元旦及春節等重大節日。
2004年4月16日，國際品牌路易·威登在全球4大城市，包括香港，舉行創立150周年慶典，邀請世界各地共2000名嘉賓出席。在添馬艦搭起巨型帳幕，並以投射效果做成巨型行李箱的模樣。晚會共花費1000萬港元。
2005年3月，香港國際電影節主辦單位在添馬艦架起有5層樓高的亞洲最巨型吹氣銀幕，放映8套不同電影，包括《功夫》及《精武門》等。銀幕長24米、寬12米，面積450平方米。場地可容納4000名觀眾。
2005年12月，香港主辦世界貿易組織第六次部長級會議，添馬艦劃為管制區，曾作為各國出席會議者座駕的停車場。
2006年1月8日，添馬艦連續3年舉辦萬人盤菜宴，筵開1,100席，共有14,000人參加，再一次刷新世界紀錄。
2006年2月18日至25日，第九屆世界消防競技大賽於香港舉行，這是自1990年開始舉辦以來，首個舉辦該盛事的亞洲城市。主要比賽地點設在添馬艦。共有37個國家和地區的3300名消防員參與。
2006年10月28日，瑪麗亞·凱莉到添馬艦作巡迴演出最後一站。
2006年12月15日至2007年4月23日，恢復舉辦闊別兩年的香港環球嘉年華，為期135天，橫跨聖誕、元旦、情人節、春節、元宵、清明節及復活節等重大節日。

## 添馬艦發展工程

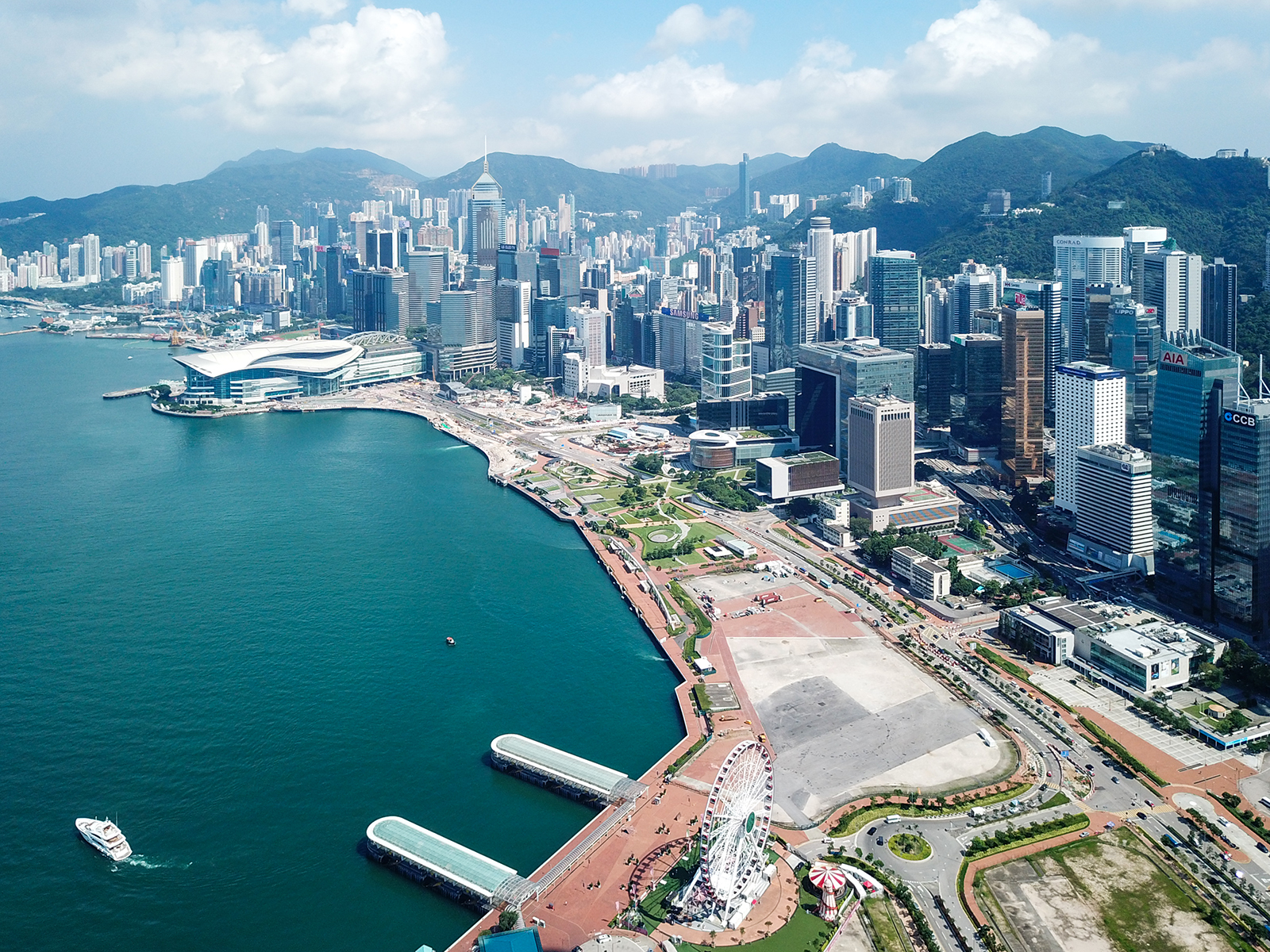
遠觀添馬艦海旁及新政府總部，近景為中環公眾碼頭

新政府總部的興建計劃，包括興建4座建築物，其中兩座為29至40層，只較隔鄰的中信大廈略高，另外兩座則為10層。建築物的高度限制為130至160米。政府總部、行政會議大樓及多用途會議廳預算總建築面積約為11萬平方米，立法會大樓的總建築面積則為26,000平方米，總建築面積約136,000平方米。此外，添馬艦海旁也是中環填海計劃第三期的範圍之一，海旁興建海濱長廊，以及與解放軍駐港總部連接的中區軍用碼頭等設施。工桯項目2006年6月獲立法會財務委員會通過興建，2008年年初動工，2011年8月落成。

## 交通

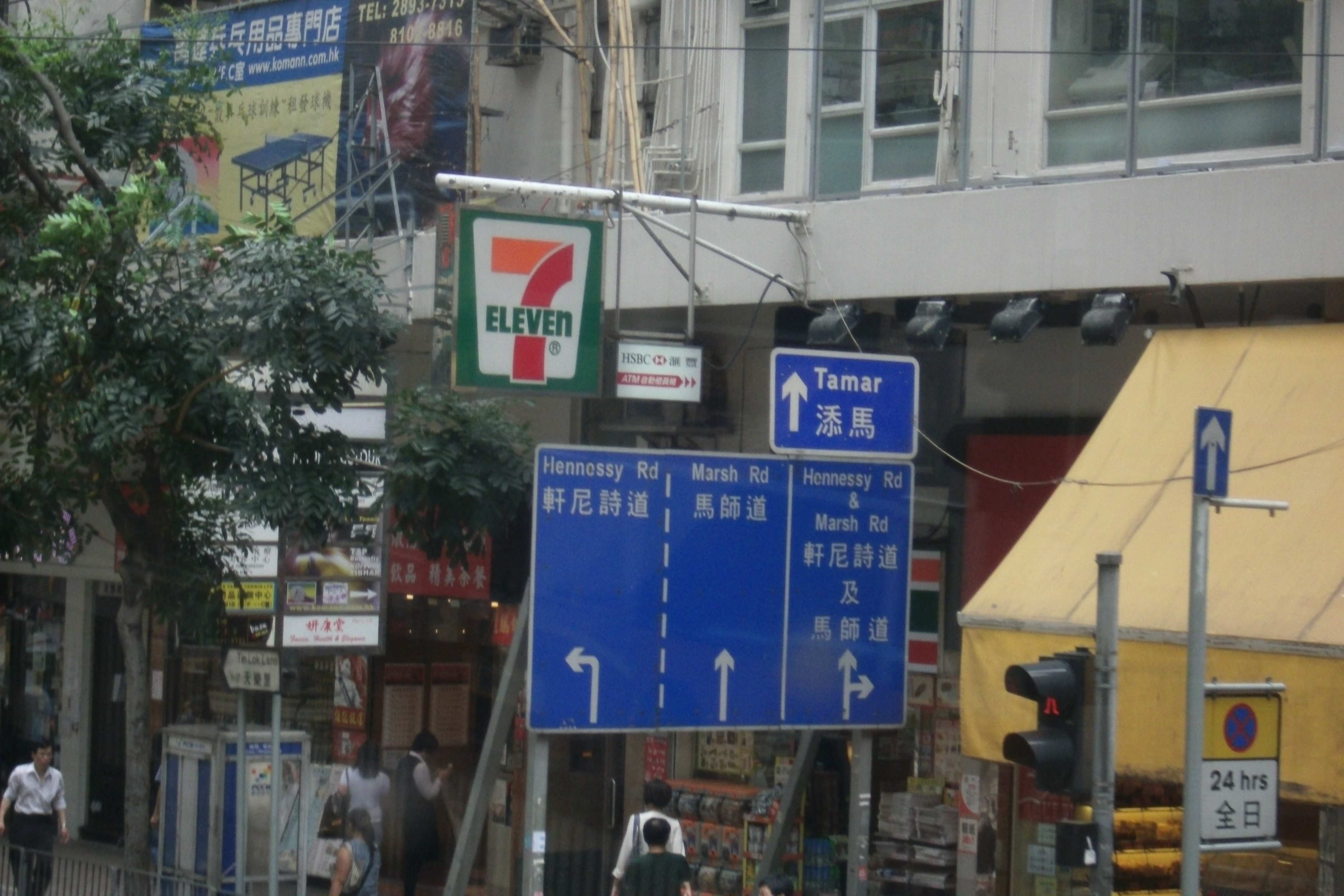
標示通往「添馬」的交通路牌

## 圖片

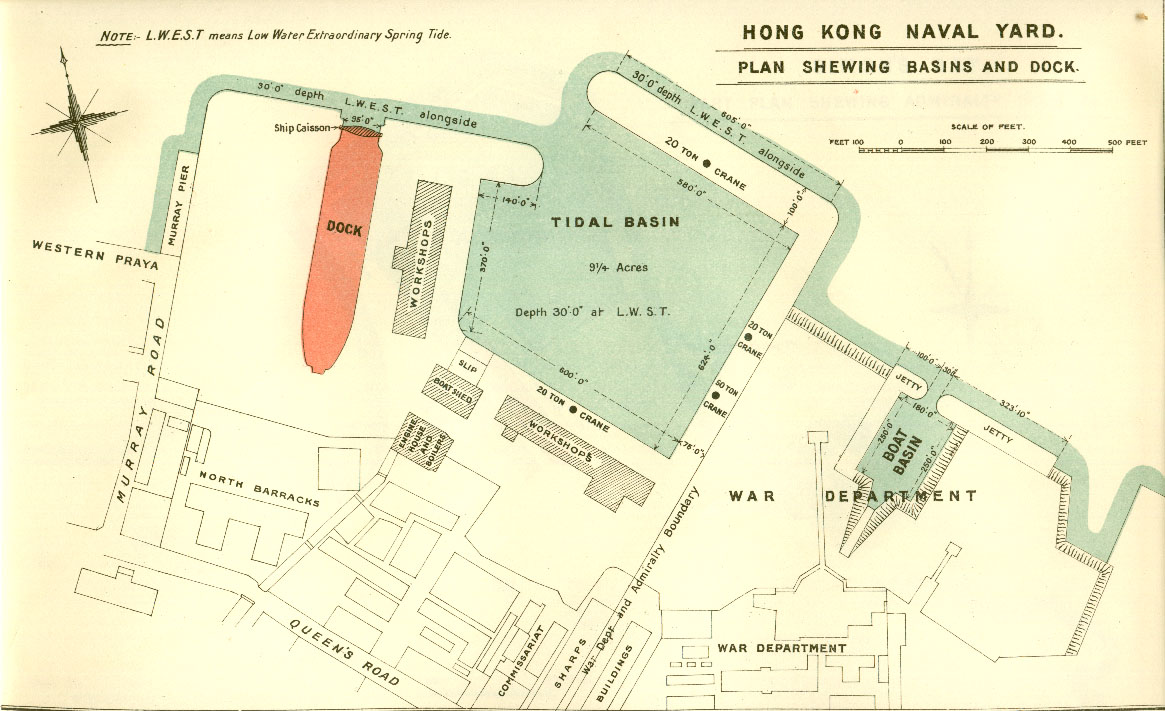
1900年代添馬艦之平面圖
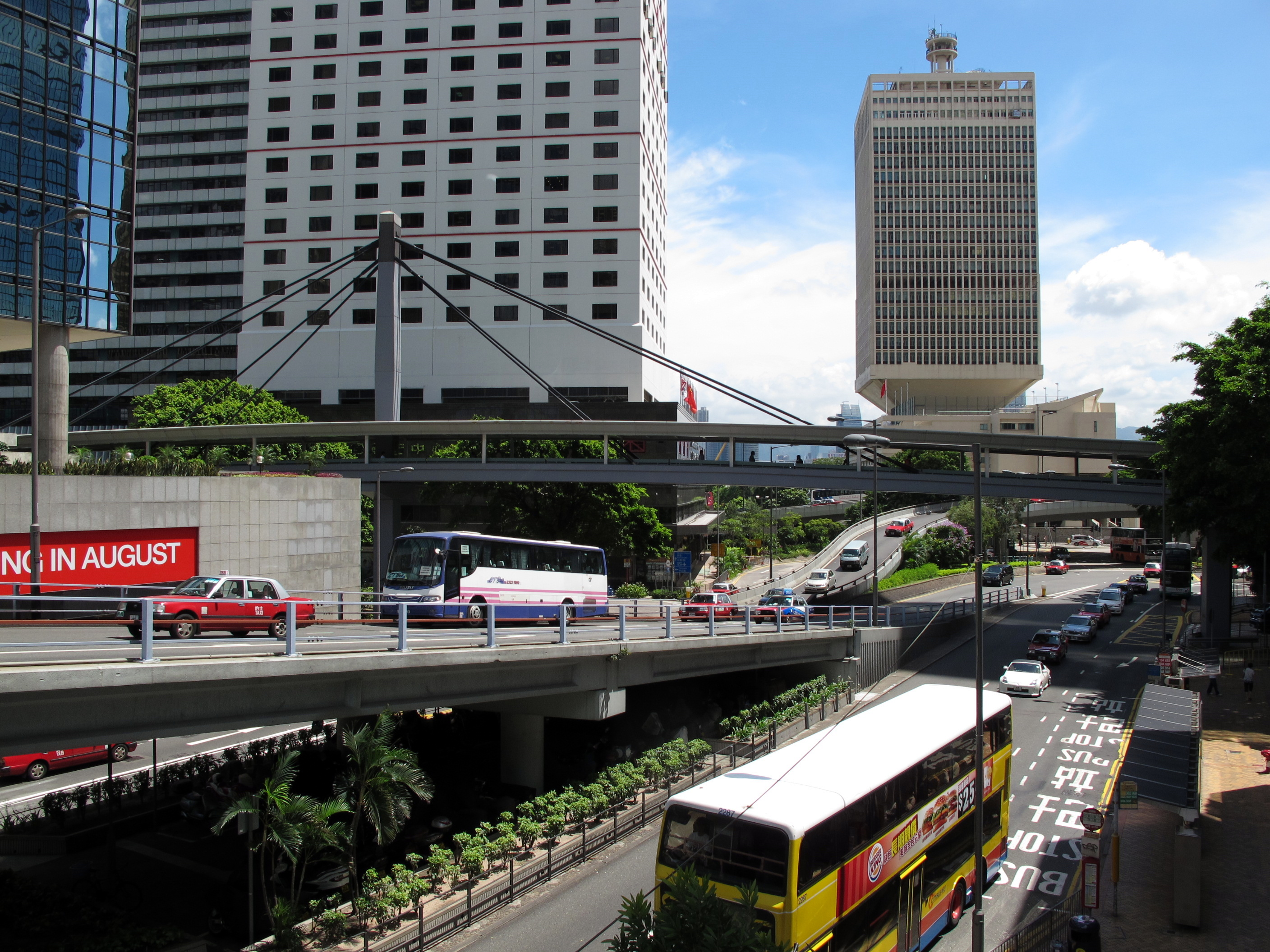
添馬艦以南的紅棉路
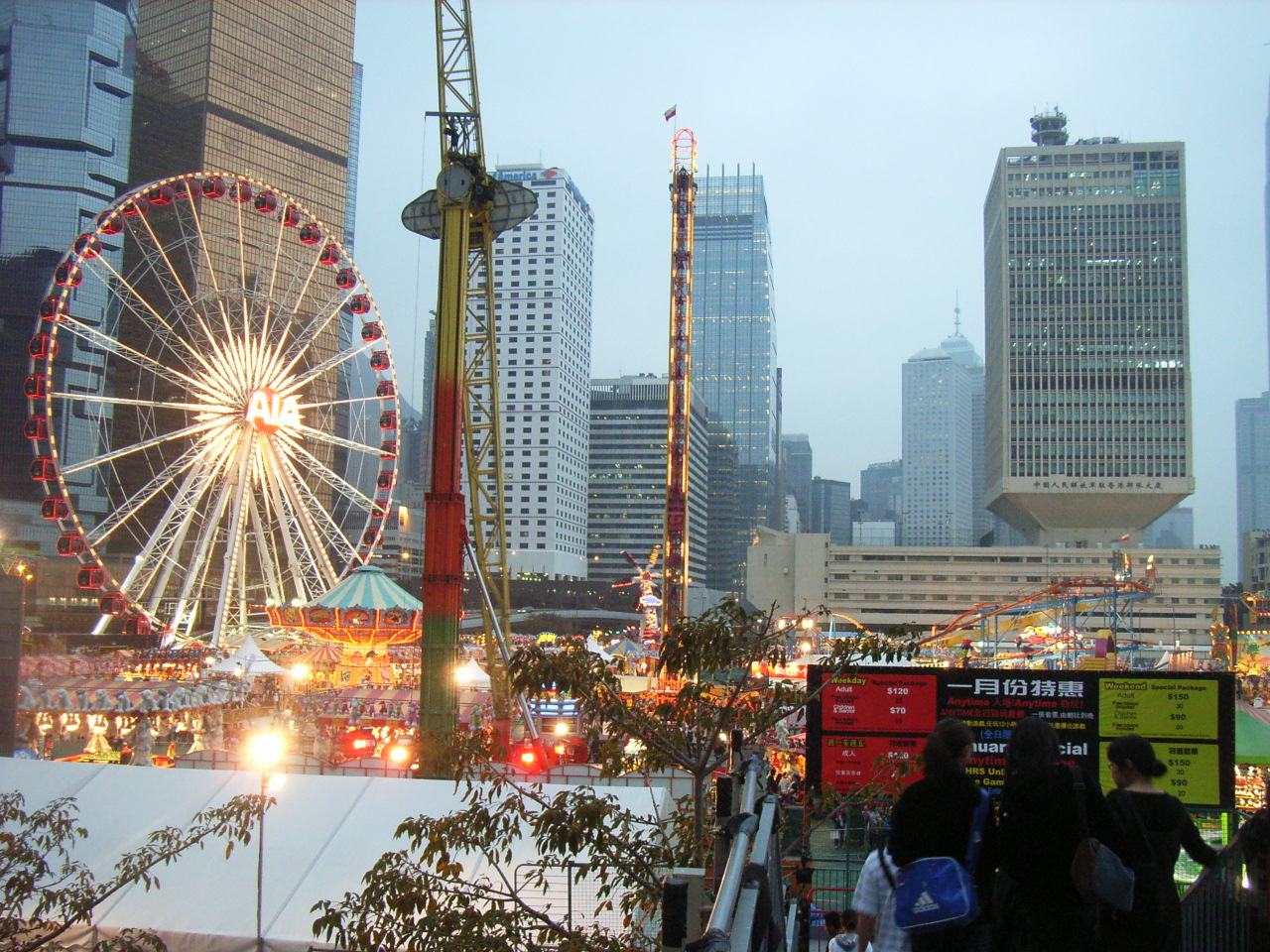
2007年添馬艦香港環球嘉年華

## 區議會議席分佈
由當初的英軍軍營至現時的辦公室用途，添馬用地均非用作住宅，故理論上除駐港解放軍人員外沒有常住人口。整個添馬連同金鐘，東至演藝道、香港警察總部，西至紅棉道、南至堅尼地道地區，都劃入鄰近的中環選區。

## 外部連結
- 投資推廣署-路易威登150周年慶典[永久]
- 香港國際電影節-巨型銀幕 （页面存档备份，存于）
- 維港巨星匯-調查報告
- 千人跳繩操
- 新政府總部高度僅越中信 星島日報，2005年11月20日
- 香港電台:添馬艦船塢 舊相片[]
- 添馬艦政府總部工程 40:10票財委會撥款52億通過 （页面存档备份，存于）